# Chiesa di San Gregorio Barbarigo
La chiesa di San Gregorio Barbarigo è un luogo di culto cattolico di Roma, situato nel quartiere Eur, in via delle Montagne Rocciose.

## Storia
La chiesa di San Gregorio Barbarigo è stata costruita tra il 1970 e il 1972 dall'architetto Giuseppe Vaccaro come sede dell'omonima parrocchia, eretta il 28 gennaio 1964 con il decreto del cardinale vicario Clemente Micara Qua celeritate. Dal 1973 è sede del titolo cardinalizio di “San Gregorio Barbarigo alle Tre Fontane”.
La chiesa è dedicata al santo veneziano Gregorio Barbarigo (1625-1697), che fu cardinale e vescovo di Padova, dove operò instancabilmente per l'attuazione della riforma del concilio di Trento.

## Descrizione

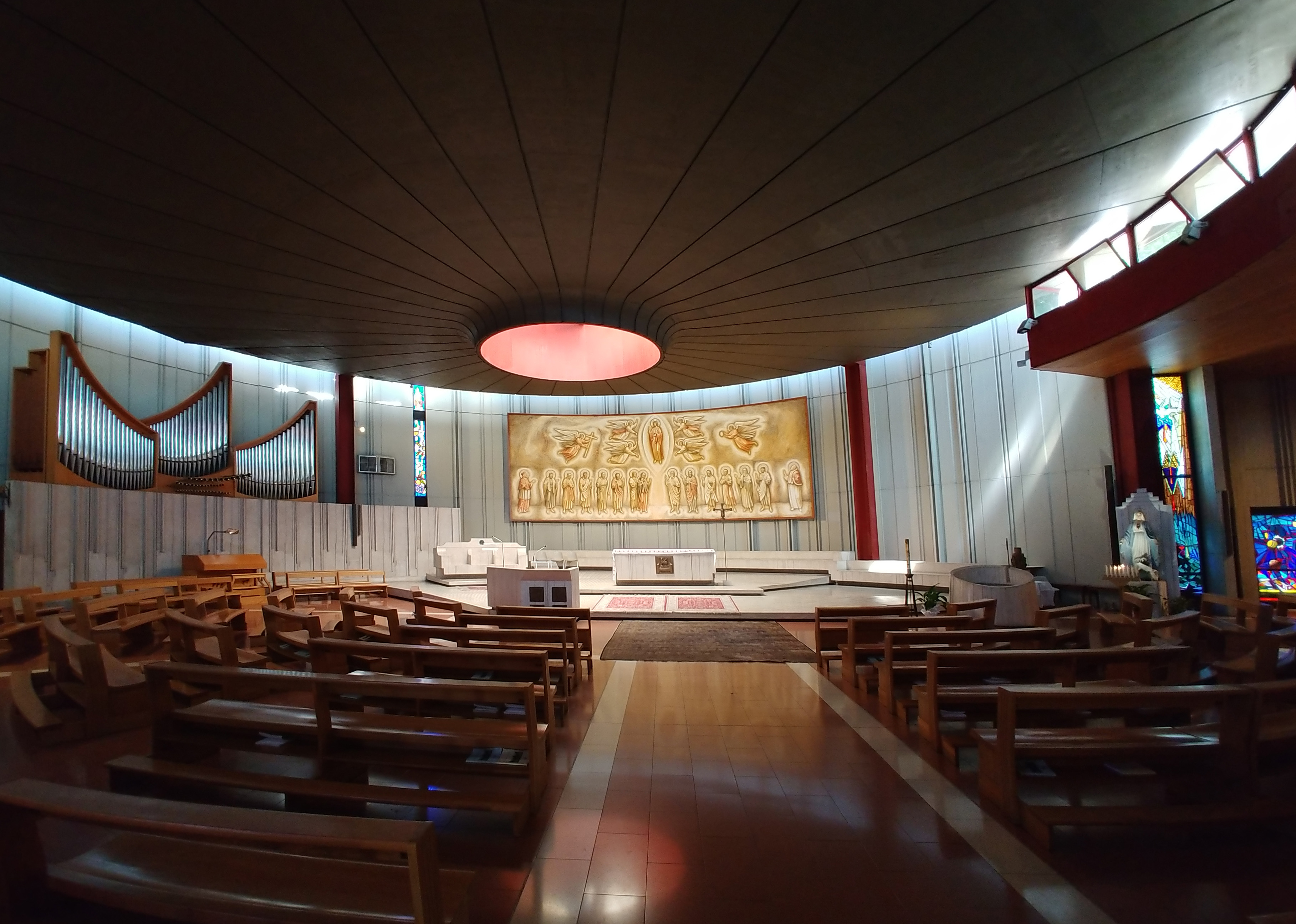
Interno

La chiesa di San Gregorio Barbarigo è situata in via delle Montagne Rocciose, nell'area nord-orientale del quartiere Eur.
L'edificio, in stile moderno non è sullo stesso piano della strada, ma si trova sopra un'ampia terrazza sorretta da pilotis. Il complesso è costituito esclusivamente da pannelli prefabbricati in cemento ed è dominato dall'alta torre campanaria e dalla croce del sagrato, ambedue in ferro.
L'edificio della chiesa è a pianta circolare ed è preceduto dal sagrato, in parte coperto da una pensilina sostenuta da pilastri quadrangolari. All'interno, la luce naturale penetra attraverso il grande lucernario al centro del soffitto, caratterizzato da una colorazione rossa, e da una serie di vetrate situate lungo la sommità delle pareti laterali. Fra queste la più ampia è situata sul lato sinistro e raffigura i Santi Gregorio Barbarigo e Giovanni XXIII e il beato Paolo VI.
Il presbiterio occupa la parte fondale dell'aula ed è opposto rispetto all'ingresso. In esso trovano luogo l'altare maggiore al centro, l'ambone, la sede, il crocifisso bronzeo, mentre alla sua destra vi è il fonte battesimale. Sulla parete fondale è presente una pala di 15x5 m, raffigurante Cristo fra angeli, la Madonna, gli Apostoli e i santi Giovanni XXIII e Gregorio Barbarigo e realizzata da Piero Casentini nel 2007-8 con tempera graffita, colori tenui e sabbiati.
Il vecchio battistero, costituito da un corpo circolare posto alla sinistra dell'aula, dal 2005 è adibito a cappella del Santissimo Sacramento; con moderni arredi marmorei. Altre due cappelle si trovano alla destra dell'ingresso, la prima con crocifisso bronzeo e la seconda con statua della Madonna. Nel deambulatorio posto alla destra dell'aula vi sono le quattordici stazioni bronzee della Via Crucis, che termina con un bassorilievo con Cristo risorto.
Alla sinistra del presbiterio si trova l'organo a canne, costruito nel 1998 dalla ditta organaria Fratelli Ruffatti. Lo strumento, a trasmissione integralmente meccanica, è costituito da un unico corpo con cassa articolata in tre sezioni caratterizzata dalla presenza di trombe orizzontali; l'organo dispone di 14 registri.
Al di sotto della chiesa vi è una cripta.

## Galleria d'immagini

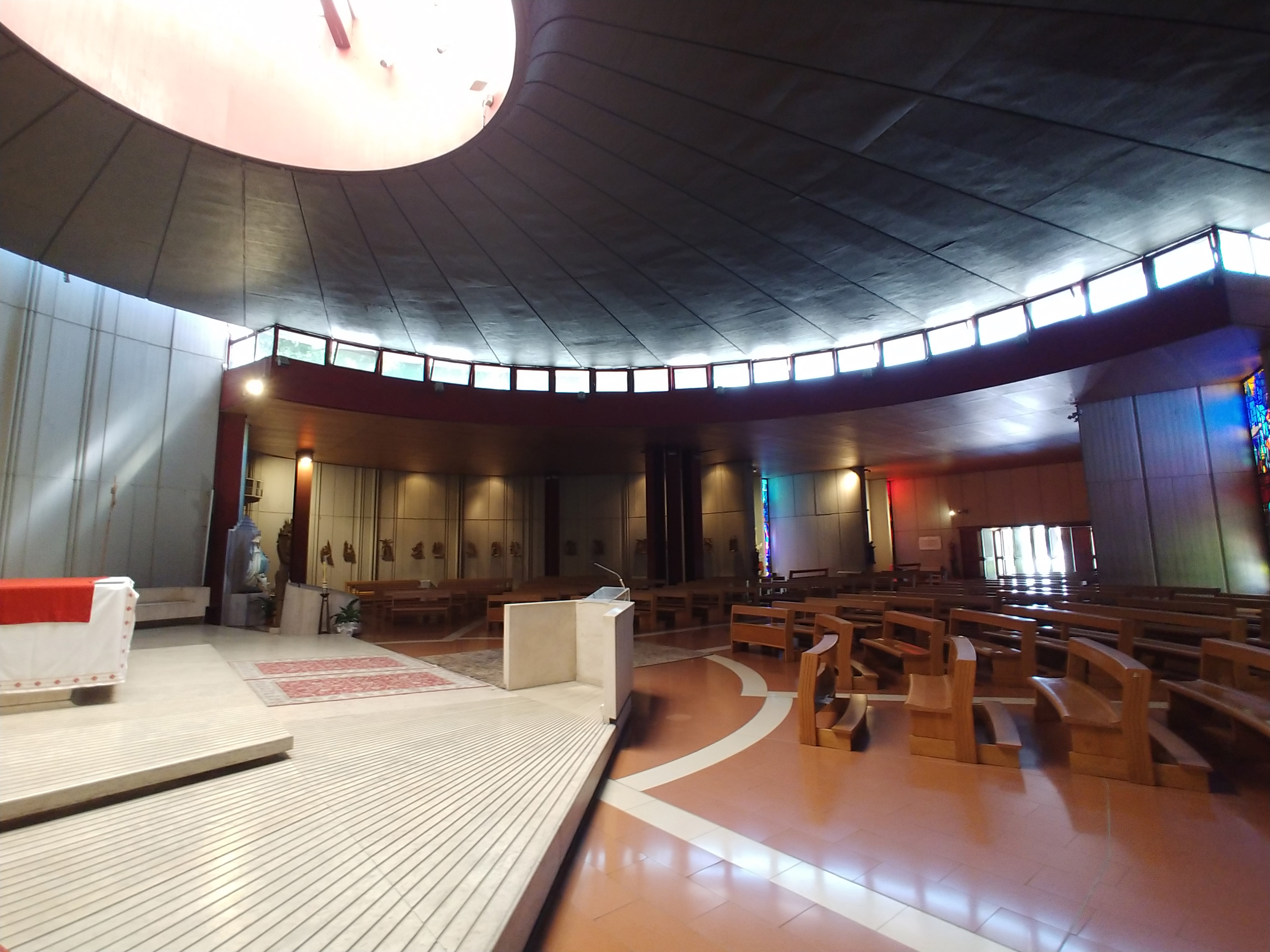
Interno verso l'ingresso
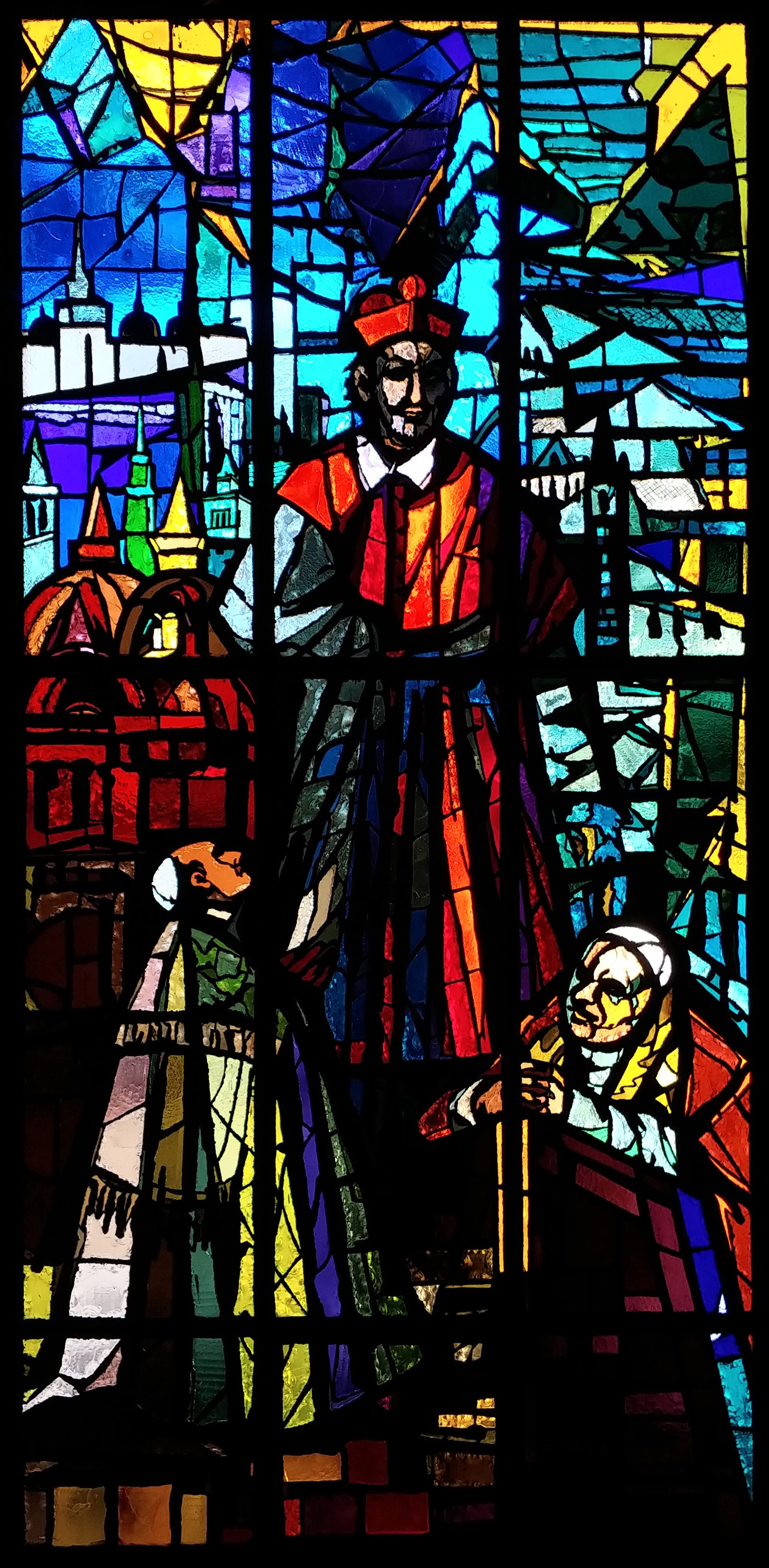
Vetrata con santi
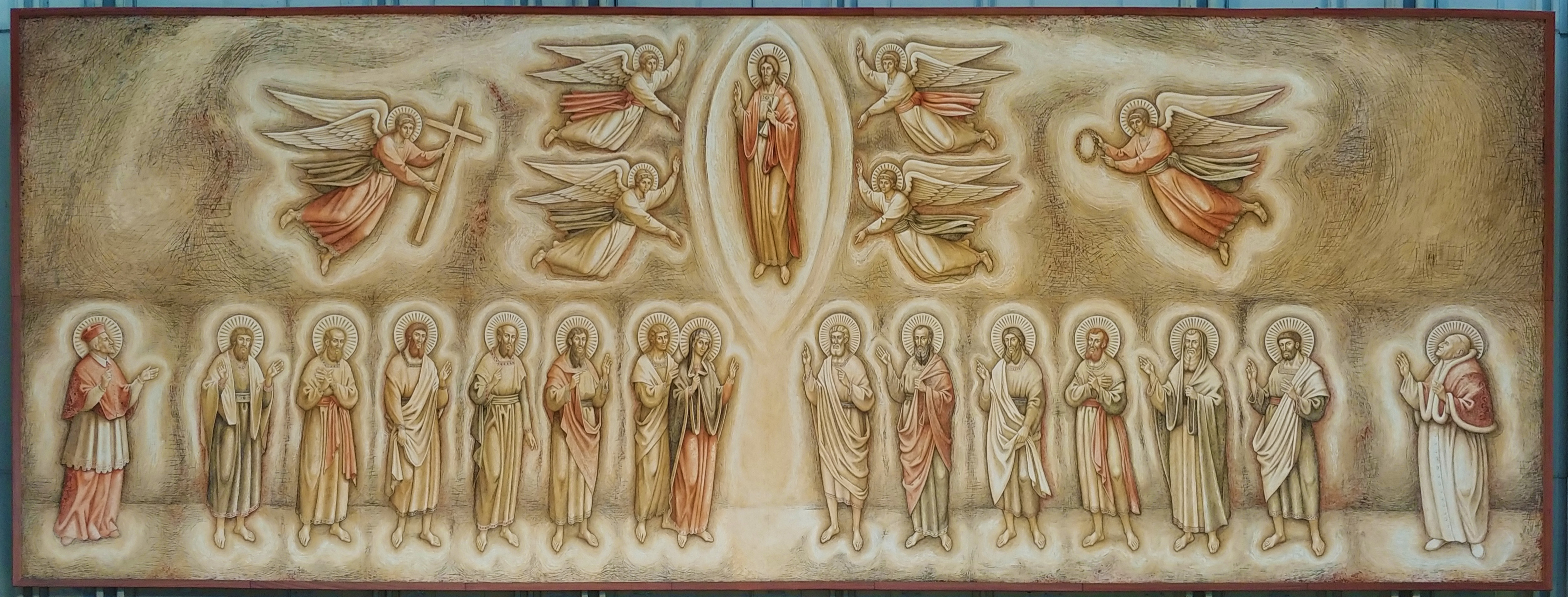
Cristo fra angeli, la Madonna, gli Apostoli e i santi Giovanni XXIII e Gregorio Barbarigo di Piero Casentini
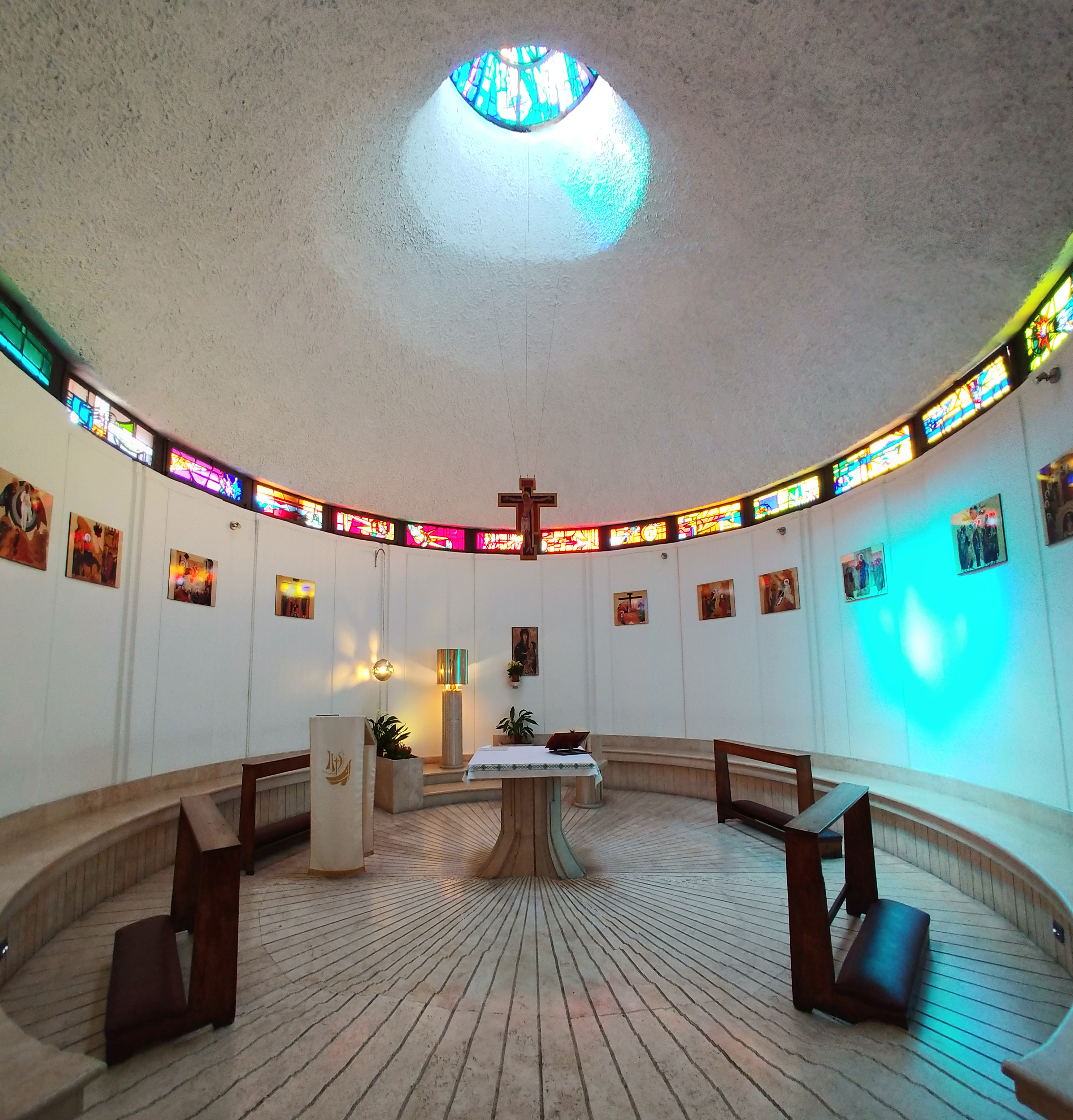
Cappella del Santissimo Sacramento
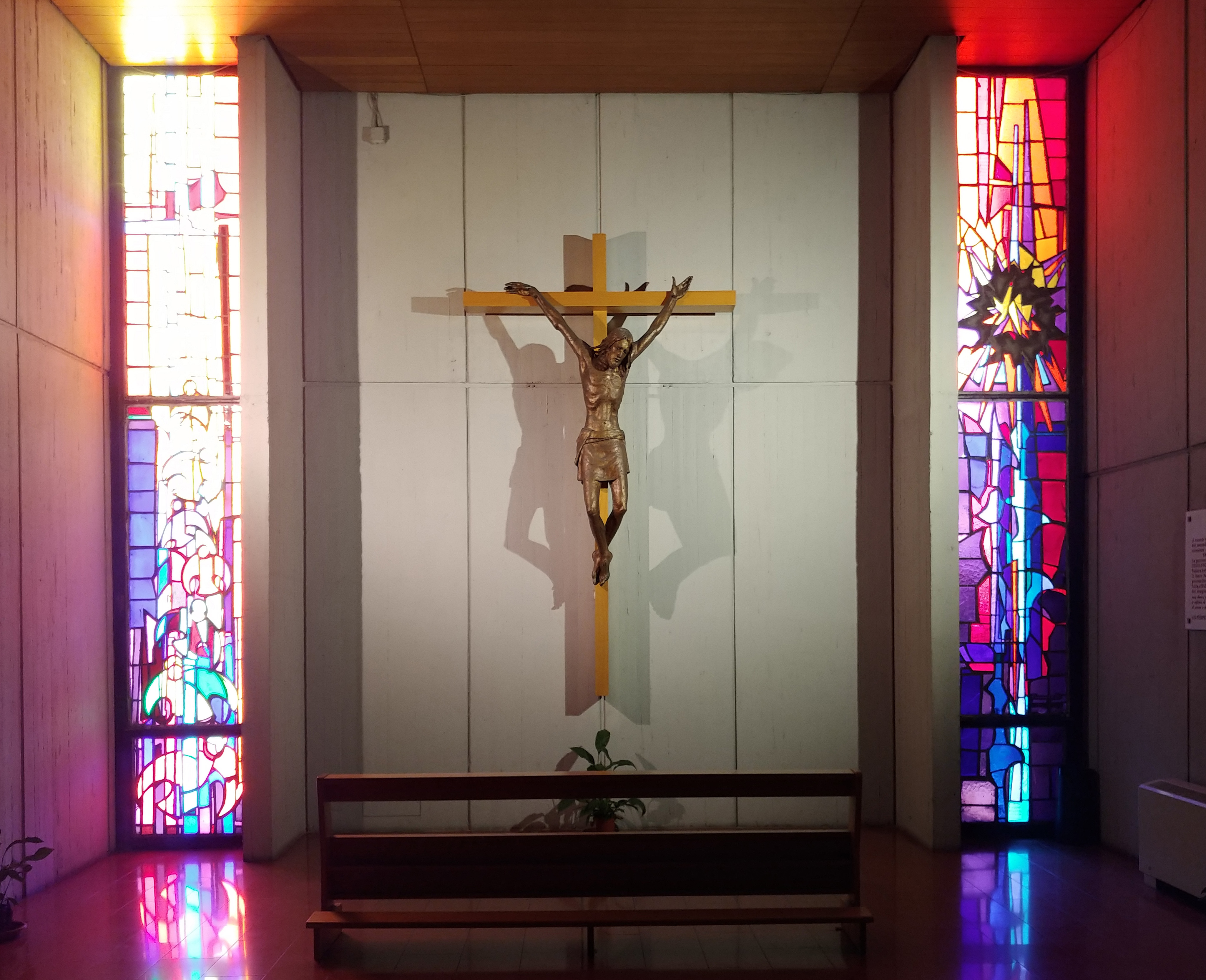
Cappella del Crocifisso
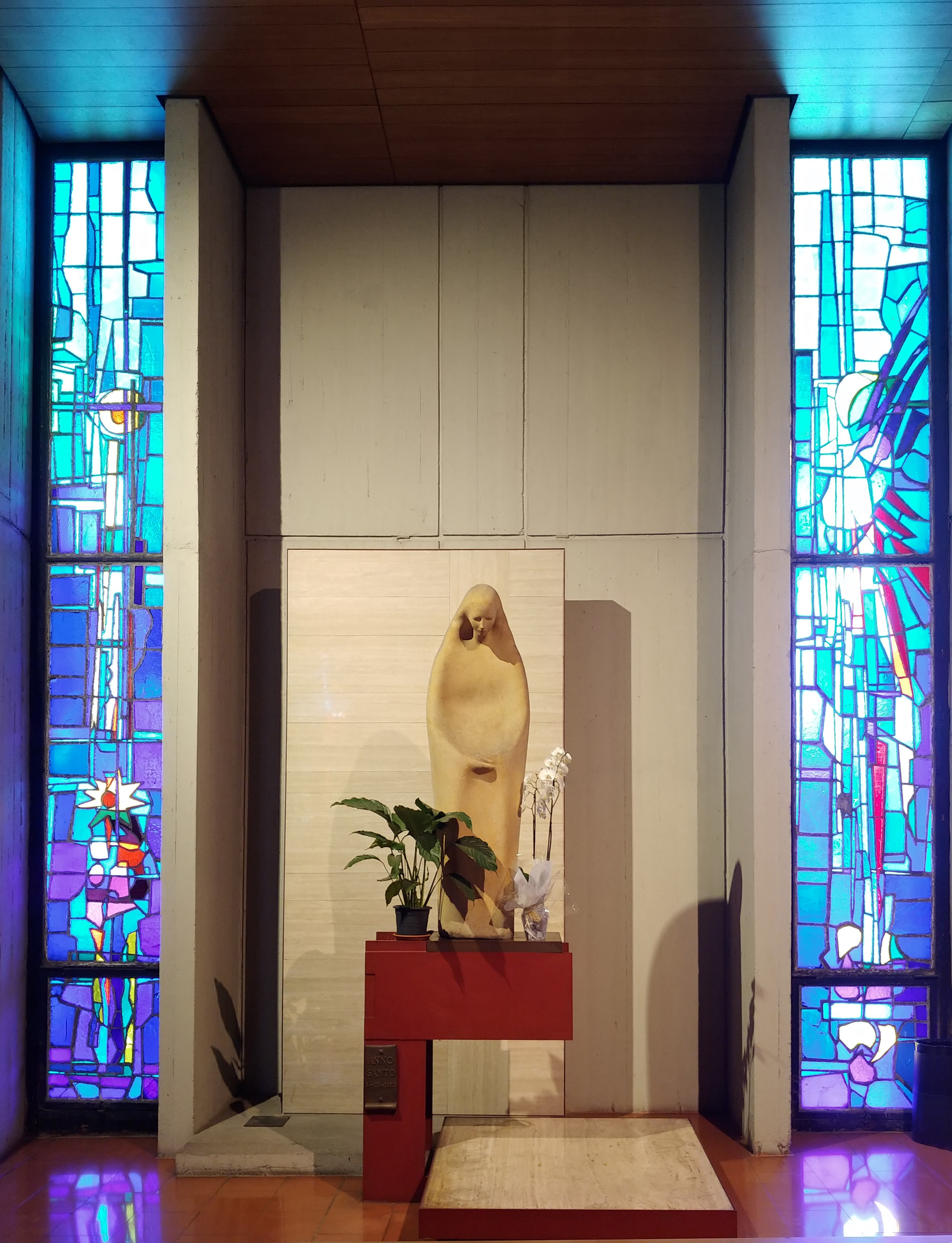
Cappella della Madonna
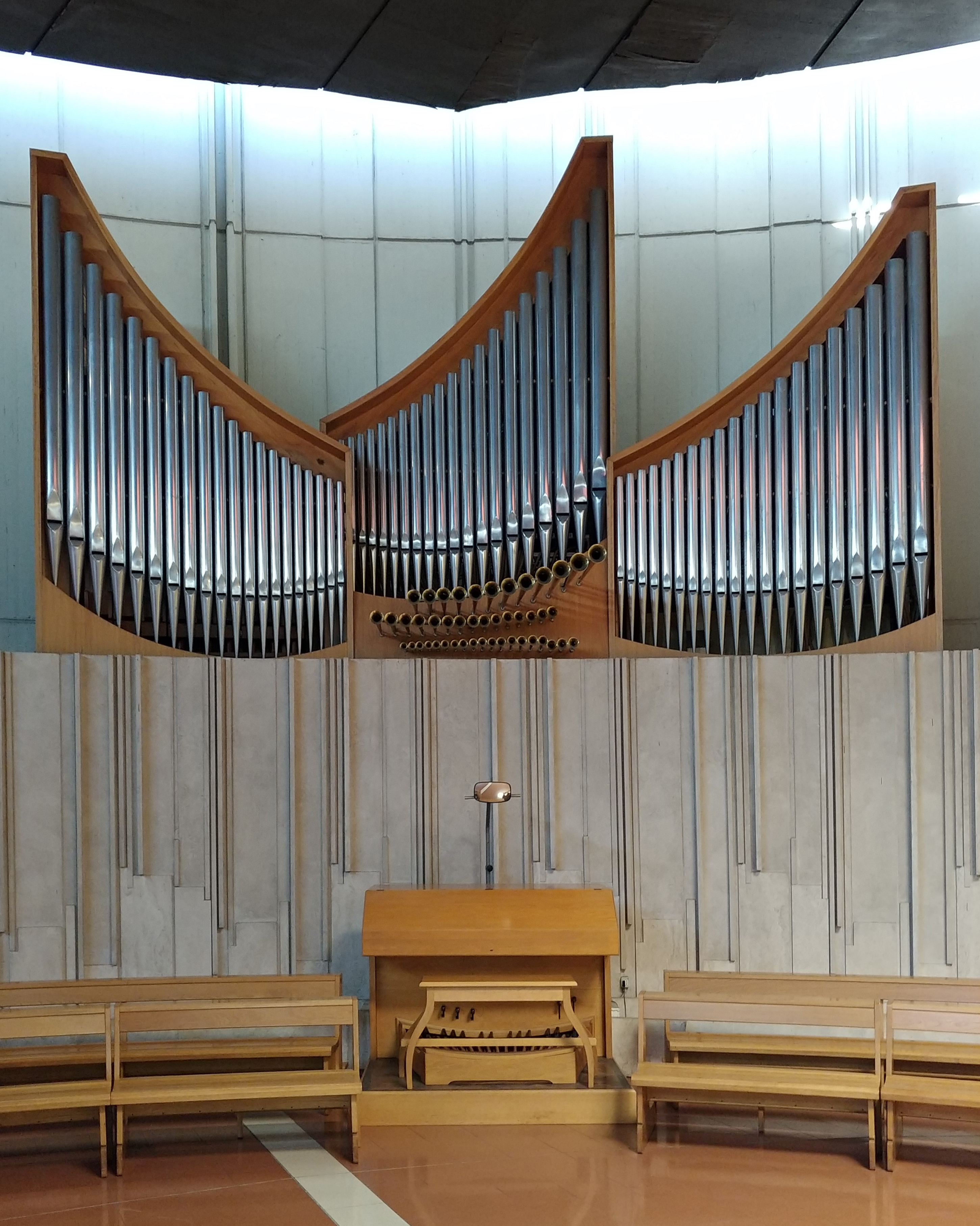
Organo a canne